# Аканда (національний парк)
Національний парк Аканда — один із 13 національних парків Габону, заснованих у 2002 році президентом Омаром Бонго після дворічного дослідження DFC, WCS і WWF. 13 національних парків Габону покликані представляти біорізноманіття країни та сприяти розвитку туризму. Національний парк Аканда розташований на північному сході країни, поблизу столиці Лібревіля, з довгою береговою лінією вздовж заток Мондах і Коріско.
Національний парк складається в основному з мангрових лісів і припливних пляжів. У Габоні лише 2,5% загальної площі мангрових боліт  Африки, але Аканда разом із сусіднім національним парком Понгара складають 25% загальної кількості охоронюваних мангрових лісів на континенті. Вони відіграють важливу роль в екосистемі та допомагають стабілізувати берегову лінію навколо Лібревіля. Головними загрозами для парку є незаконна риболовля, браконьєрство та розширення сільськогосподарських угідь.
Обидві затоки багаті морським життям, а затока Коріско є важливим місцем годівлі для морських черепах . Аканда має міжнародне значення як місце для мігруючих птахів і є домом для найбільшої популяції таких птахів у Габоні. Це критично важливе місце МСОП.